# Старе Олесно
Старе Олесно (пол. Stare Olesno) — село в Польщі, у гміні Олесно Олеського повіту Опольського воєводства.
Населення — 493 особи (2011).
У 1975-1998 роках село належало до Ченстоховського воєводства.

## Демографія
Демографічна структура станом на 31 березня 2011 року:
|          | Загалом | Допрацездатний вік | Працездатний вік | Постпрацездатний вік |
| -------- | ------- | ------------------ | ---------------- | -------------------- |
| Чоловіки | 246     | 34                 | 170              | 42                   |
| Жінки    | 247     | 34                 | 155              | 58                   |
| Разом    | 493     | 68                 | 325              | 100                  |